# Hood Politics III: Unsigned Hype
Hood Politics III: Unsigned Hype è un mixtape pubblicato nel 2005. È il terzo capitolo della serie Hood Politics di Termanology ma anche il primo ad ottenere un certo riscontro da parte del pubblico e della critica, mostrando le accresciute capacità dell'MC di origine portoricana. Il mixtape è ospitato da dj Statik Selektah, come molti altri lavori di Termanology e contiene alcune produzioni di rilievo come quelle di DJ Premier. Il rapper ha collaborato per alcune tracce anche con artisti dal calibro di Royce da 5'9" e Joell Ortiz.

## Tracce
1. D.j. Premier Intro - 0.12
2. That's Life - 2.58
3. Desert Eagle - 3.51
4. 22 Years (Remix) - 4.39
5. What's Goin' On feat. Notorious B.I.G. & Black Rob - 3.40
6. I Run the Bean feat. Ghetto - 3.10
7. Different World feat. Prospect - 4.22
8. Can't Turn Back - 3.20
9. The Anthem - 3.57
10. Watch Your Back feat. Royce da 5'9" & Ed Rock - 3.40
11. 187 Hood Radio - 1.26
12. Rich 2 Ball ft. Shells & Snuk - 5.10
13. I Don' Need It feat. Faith Evans - 3.31
14. I'm Tryin - 1.41
15. We Gon' Bang feat. Joell Ortiz - 2.39
16. 55 d.j.'s - 3.12
17. Efn Freestyle - 1.41
18. Stop Snitchin' feat. Ed Rock - 3.33
19. U Never Know feat. Lee Wilson - 4.50
20. Outro - 0.37